# گواهی‌نامه‌های شغلی شبکه بی‌سیم
بر خلاف مدارکی چون CCNA Wireless که بر روی محصولات سیسکو و MTCWE که بر روی محصولات میکروتیک تمرکز دارند، مدارک CWNP بر روی محصول خاصی تمرکز نداشته و به محصولات گوناگون می‌پردازد، همین مسئله موجب شده‌است که علاقه‌مندان به Wireless شرکت در دوره‌ها و امتحانات CWNP را نسبت به سایر مدارک Wireless در اولویت قرار دهند!

## پیش نیاز
CWTS مخفف Certified Wireless Technology Specialist و نام مدرک سطح Entry شبکه‌های بی سیم است؛ که می‌توان آن را بهترین آغاز برای تحصیل در شبکه‌های بی سیم تلقی کرد!
در دروه‌های CWTS شما با مفاهیم اولیه فرکانس‌های رادیویی(RF)، استاندارهای شبکه‌های بی سیم، امنیت شبکه بی سیم و ... آشنا شده و برای ادامه تحصیل در سطوح بالاتر آماده می‌شوید، CWTS معادل مدرکی چون +Network در شبکه‌های سیمی است!

## مدیریت
CWNA مخفف Certified Wireless Network Administrator و نام مدرک سطح administrator شبکه‌های بی سیم است، در دوره‌های CWNA فهم شما در شبکه‌های بی سیم افزایش یافته، Site Surveys را به‌طور عمیق تر آموخته و برای راه اندازی و مدیریت شبکه‌های بی سیم محلی آماده می‌شوید، در حال حاضر این دوره در ایران بیش از سایر دوره‌های CWNP برگزار می‌شود!

## امنیت
‍CWSP مخفف Certified Wireless Security Professional و نام مدرک سطح Professional شبکه‌های بی سیم در تخصص امنیت است، با توجه به آنکه خطرپذیری شبکه بی سیم نسبت به شبکه‌های سیمی بیشتر است، امنیت در شبکه‌های بی سیم اهمیت بیشتری پیدا کرده‌است، مباحث امنیتی در دوره‌های CWTS و CWNA نیز مطرح می‌شود اما لازمهٔ تخصص و کسب مهارت کافی برای تأمین امنیت شبکه‌های بی سیم، روی آوردن به CWSP است!

## طراحی
CWDP مخفف Certified Wireless Design Professional و نام مدرک سطح Professional شبکه‌های بی سیم در تخصص طراحی است، در دوره‌های CWDP به‌طور تخصصی Site Surveying را فرا آموخته و برای طراحی تخصصی شبکه‌های بی سیم و طراحی امنیتی آماده می‌شوید، CWDP جدیدترین مدرک CWNP محسوب می‌شود!

## تحلیلگر
CWAP مخفف Certified Wireless Analysis Professional و نام مدرک سطح Professional شبکه‌های بی سیم در تخصص تجزیه و تحلیل است، در دورهٔ CWAP پس از مطالعه عمیق بر روی فرمت‌های Frame لایه فیزیکی و زیرلایه MAC، تجزیه تحلیل طیف و پروتکل‌ها را به‌طور حرفه‌ای آموخته و نهایتاً برای تجزیه و تحلیل، عیب یابی و از همه مهمتر، بهبود شبکه‌های بی سیم آماده می‌شوید!

## متخصص
‍CWNE مخفف Certified Wireless Network Expert و نام مدرک سطح Expert شبکه‌های بی سیم، آخرین مرحله برای حرفه‌ای شدن در شبکه‌های بی سیم و یادآور مدرک شگفت‌آور CCIE در شبکه‌های سیمی است، برای کسب این مدرک ابتدا می‌بایست هر سه مدرک سطح Professional یعنی CWSP, CWDP و CWAP را کسب نمایید و همچنین مدارکی دال بر این موضوع که سابقه جند سال کار در محیط سازمانی و همچنین ارائه مدارک سطوح پیشرفته شبکه از شرکت های معروفی مثل سیسکو نیز  پیش نیاز CWNE میباشد. 